# Full Hasselt
Maillots
Le Full Hasselt est un club belge de futsal fondé en 1972 et basé à Hasselt.
Fondé en 1972 en tant que ZVK Hasselt, le club connaît son heure de gloire durant les années 1980 et début 1990 avec quinze saisons consécutives en remportant au moins un trophée. Le club est sacré cinq fois champion de Belgique en sept éditions dans les années 1980, remporte trois Coupes de Belgique consécutives de 1986 à 1988 et six Supercoupes belges de suite. Au niveau international, Hasselt ne remporte que deux fois la BeNeCup en neuf participations mais termine trois fois en autant de participation sur le podium de la Coupe des champions européens, sans jamais remporter ce titre continental officieux.
Relégué en deuxième division en 1999, le ZVK Hasselt fusionne avec le ZVK Kermt. Le ZVK Kermt-Hasselt remonte au bout de deux saisons, fusionne de nouveau avec le ZVK Sint-Truiden à l'été 2002. Avant la fin de la même année, une fusion est abordée avec le CP Koersel. À l'été 2003, les deux entités échangent finalement de matricule, devenant le Copra Primus Hasselt et le Koersel prenant la place d'Hasselt relégué en deuxième division. L'équipe retrouve alors son niveau d'antan, gagne une BeNeCup et, renommée Futsal Hasselt, se qualifie quasiment chaque saison pour la phase finale du championnat. En 2013, le club change de nouveau de dénomination à la suite d'un sponsoring et devient le FS Gelko Hasselt. L'équipe dispute toujours les playoffs, remporte une quatrième Coupe nationale en 2017 puis une quatrième BeNeCup l'année suivante.

## Histoire

### ZVK Hasselt (1972-1999)
Fondé en 1972, le ZVK Hasselt prend part au championnat de Belgique organisé par l'Association belge de football en salle (ABFS) sous l'égide de la Fédération royale belge de football (RBFA). Les années 1980 sonne le début de quinze saisons consécutives avec au moins un trophée remporté. Le club est sacré cinq fois champion de cette compétition en sept éditions dans les années 1980 et remporte trois Coupes de Belgique consécutives de 1985-86 à 1987-88.
Le club remporte son premier championnat en 1982-83. Ce titre qualifie l'équipe pour la Supercoupe de Belgique, contre le tenant du titre de la Coupe de Belgique, et la BeNeCup, face au champion des Pays-Bas, la saison suivante. Deux compétitions qu'Hasselt remporte en 1983-84,.
En 1984-85, le ZVKH est sacré champion pour la deuxième fois en trois ans.
La saison suivante, l'équipe conserve son titre et réalise le triplé supercoupe-coupe-championnat. Sur la scène internationale, l'équipe perd la confrontation de BeNeCup contre le champion néerlandais Drei Keunige Maastricht (5-2, 5-5) mais est invité pour la deuxième édition de la Coupe des champions à Rome en janvier 1986. Hasselt s'impose contre les hôtes, Roma Barilla en demi-finale mais s'incline en finale contre Drei Keunige (3-3 tab 4-2), comme en BeNeCup.
L'exercice 1986-87 est quasi identique en termes de résultat, à l'exception qu'Hasselt perd son titre de champion national. Il remporte le doublé supercoupe-coupe de Belgique mais s'incline en BeNeCup (FC Kras Boys Volendam, 2-2 / 1-2) et finale de Coupe des champions européens. Les Belges terminent devant Drei Keunige en phase de poule, dominent de nouveau le représentant italien en demi-finale mais perdent lourdement en finale contre le champion danois Næstved IF (7-0).
En 1991-92, la RBFA reprend la contrôle des compétitions de futsal mais l'ABFS continue d'organiser les siennes, chaque compétition étant alors doublée. Champion de Belgique aux vues de résultats acquis sur le terrain, l'ABFS ne valide pas le titre d'Hasselt car le club ne lui a pas remboursé une dette de 450 francs. Le titre est lui reconnu par la RBFA.
Le ZVK Hasselt remporte les deux premiers titres du championnat de la RBFA de 1992-93 et 1993-94, portant à huit son total de sacre national.

### Fusions et redémarrage jusqu'en playoffs (1999-2013)
En 1999, le ZVK Kermt et le ZVK Hasselt fusionnent pour donner le ZVK Kermt-Hasselt.
En 2002, Hasselt et le ZVK Sint-Truiden fusionnent et deviennent le KST Hasselt. Dès décembre 2002, Hasselt et le Cobra Primus Koersel annonce fusionner pour devenir le CP Hasselt et poursuivre en première division.
En décembre 2004, alors invaincu depuis huit rencontres, le Cobra Primus Hasselt s'incline chez les Kickers Gilly (5-3) en championnat. Qualifié pour la phase finale, le CP Hasselt est éliminé dès les demi-finales par le Juventini Beynes (défaites 5-6 puis 7-4). En fin de saison 2004-05, à la suite de la non-reconduction de son sponsor principal, le Cobra Primus Hasselt est contraint de revoir ses ambitions à la baisse et voit plusieurs joueurs quitter son effectif.
En 2006, le club remplace Morlanwelz lors de la BeNeCup et bat le FC Marlène aux tirs-au-but (4-2 / 2-4 tab 5-4),. Il s'agit du premier trophée international du nouveau club.
En 2010-11, le Futsal Hasselt est éliminé en demi-finale de la phase finale de championnat par le futur champion Châtelineau (défaites 1-4 puis 3-1). En 2011-12, la formation d'Hasselt est décrite comme un sérieux prétendant au titre mais il s'incline de nouveau face au Futsal Châtelineau en demi-finale de play-offs (défaite 7-1 puis victoire 5-3). La fin de l'exercice 2012-13 est identique avec une troisième élimination lors du premier tour de la phase finale par Châtelineau (défaites 4-5 puis 4-2).

### Sponsors et résultats variables (depuis 2013)
À partir de la saison 2013-14, la société Gelko devient sponsor du club renommé FS Gelko Hasselt.
En 2016-17, le Gelko Hasselt atteint sa première finale de Coupe de Belgique, qu'il remporte. En début de saison suivante, le club remporte une nouvelle fois la BeNeCup, encore face au FC Marlène (victoires 2-3 puis 3-1).

## Structure du club

### Identité et image
Le KST Hasselt est affilié à la Fédération royale belge de football sous le matricule A20-072. Le Full Hasselt est immatriculé A20-151, celui récupéré du Cobra Primus Koersel lors de la fusion en 2003.
À domicile, le club évolue en maillot bleu clair, short bleu foncé et blanc ainsi que chaussettes bleu foncé. À l'extérieur, le maillot est blanc avec short et chaussettes bleu foncé.

### Historique des noms et fusions
| ZVK Hasselt (1972 à 1999) | ZVK Hasselt (1972 à 1999) | ZVK Hasselt (1972 à 1999) | ZVK Hasselt (1972 à 1999) | ZVK Hasselt (1972 à 1999) | ZVK Hasselt (1972 à 1999) |                             |                             |                             |                             |                             |                             | ZVK Kermt (1978-1999)    | ZVK Kermt (1978-1999)    | ZVK Kermt (1978-1999)    | ZVK Kermt (1978-1999)    | ZVK Kermt (1978-1999)    | ZVK Kermt (1978-1999)    |                           |                           |                           |                           |                           |                           |                      |                      |                      |                      |                      |                      |
| ZVK Hasselt (1972 à 1999) | ZVK Hasselt (1972 à 1999) | ZVK Hasselt (1972 à 1999) | ZVK Hasselt (1972 à 1999) | ZVK Hasselt (1972 à 1999) | ZVK Hasselt (1972 à 1999) |                             |                             |                             |                             |                             |                             | ZVK Kermt (1978-1999)    | ZVK Kermt (1978-1999)    | ZVK Kermt (1978-1999)    | ZVK Kermt (1978-1999)    | ZVK Kermt (1978-1999)    | ZVK Kermt (1978-1999)    |                           |                           |                           |                           |                           |                           |                      |                      |                      |                      |                      |                      |
|                           |                           |                           |                           |                           |                           |                             |                             |                             |                             |                             |                             |                          |                          |                          |                          |                          |                          |                           |                           |                           |                           |                           |                           |                      |                      |                      |                      |                      |                      |
|                           |                           |                           |                           |                           |                           | Kermt-Hasselt (1999 à 2002) | Kermt-Hasselt (1999 à 2002) | Kermt-Hasselt (1999 à 2002) | Kermt-Hasselt (1999 à 2002) | Kermt-Hasselt (1999 à 2002) | Kermt-Hasselt (1999 à 2002) |                          |                          |                          |                          |                          |                          | ZVK Sint-Truiden (?-2002) | ZVK Sint-Truiden (?-2002) | ZVK Sint-Truiden (?-2002) | ZVK Sint-Truiden (?-2002) | ZVK Sint-Truiden (?-2002) | ZVK Sint-Truiden (?-2002) |                      |                      |                      |                      |                      |                      |
|                           |                           |                           |                           |                           |                           | Kermt-Hasselt (1999 à 2002) | Kermt-Hasselt (1999 à 2002) | Kermt-Hasselt (1999 à 2002) | Kermt-Hasselt (1999 à 2002) | Kermt-Hasselt (1999 à 2002) | Kermt-Hasselt (1999 à 2002) |                          |                          |                          |                          |                          |                          | ZVK Sint-Truiden (?-2002) | ZVK Sint-Truiden (?-2002) | ZVK Sint-Truiden (?-2002) | ZVK Sint-Truiden (?-2002) | ZVK Sint-Truiden (?-2002) | ZVK Sint-Truiden (?-2002) |                      |                      |                      |                      |                      |                      |
|                           |                           |                           |                           |                           |                           |                             |                             |                             |                             |                             |                             |                          |                          |                          |                          |                          |                          |                           |                           |                           |                           |                           |                           |                      |                      |                      |                      |                      |                      |
|                           |                           |                           |                           |                           |                           |                             |                             |                             |                             |                             |                             | KST Hasselt (2002-03)    | KST Hasselt (2002-03)    | KST Hasselt (2002-03)    | KST Hasselt (2002-03)    | KST Hasselt (2002-03)    | KST Hasselt (2002-03)    |                           |                           |                           |                           |                           |                           | CP Koersel (?-2003)  | CP Koersel (?-2003)  | CP Koersel (?-2003)  | CP Koersel (?-2003)  | CP Koersel (?-2003)  | CP Koersel (?-2003)  |
|                           |                           |                           |                           |                           |                           |                             |                             |                             |                             |                             |                             | KST Hasselt (2002-03)    | KST Hasselt (2002-03)    | KST Hasselt (2002-03)    | KST Hasselt (2002-03)    | KST Hasselt (2002-03)    | KST Hasselt (2002-03)    |                           |                           |                           |                           |                           |                           | CP Koersel (?-2003)  | CP Koersel (?-2003)  | CP Koersel (?-2003)  | CP Koersel (?-2003)  | CP Koersel (?-2003)  | CP Koersel (?-2003)  |
|                           |                           |                           |                           |                           |                           |                             |                             |                             |                             |                             |                             |                          |                          |                          |                          |                          |                          |                           |                           |                           |                           |                           |                           |                      |                      |                      |                      |                      |                      |
|                           |                           |                           |                           |                           |                           |                             |                             |                             |                             |                             |                             | CP Hasselt (2003 à 2005) | CP Hasselt (2003 à 2005) | CP Hasselt (2003 à 2005) | CP Hasselt (2003 à 2005) | CP Hasselt (2003 à 2005) | CP Hasselt (2003 à 2005) |                           |                           |                           |                           |                           |                           | ZVK Koersel (2003-?) | ZVK Koersel (2003-?) | ZVK Koersel (2003-?) | ZVK Koersel (2003-?) | ZVK Koersel (2003-?) | ZVK Koersel (2003-?) |
|                           |                           |                           |                           |                           |                           |                             |                             |                             |                             |                             |                             | CP Hasselt (2003 à 2005) | CP Hasselt (2003 à 2005) | CP Hasselt (2003 à 2005) | CP Hasselt (2003 à 2005) | CP Hasselt (2003 à 2005) | CP Hasselt (2003 à 2005) |                           |                           |                           |                           |                           |                           | ZVK Koersel (2003-?) | ZVK Koersel (2003-?) | ZVK Koersel (2003-?) | ZVK Koersel (2003-?) | ZVK Koersel (2003-?) | ZVK Koersel (2003-?) |

En 1999, le ZVK Kermt (fondé en 1978) et le ZVK Hasselt fusionnent pour donner le ZVK Kermt-Hasselt.
En janvier 2002, les dirigeants des clubs ZVK Kermt/Hasselt, ZVK Ford Genk et ZVK Sint-Truiden, les trois clubs de futsal limbourgeois les plus titrés des dernières décennies, signent une lettre d'intention de fusion pour former un seul grand club limbourgeois jouant au Sporthal Alvenberg à Hasselt. Finalement, seul Sint-Truiden s'associe à Kermt-Hasselt, « mais ces gens ont arrêté après une seule saison » explique le président Georges Mees en 2017. Le club est renommé Kermt-Sint-Truiden-Hasselt (KST Hasselt).
Dès fin d'année 2002, le nouveau KST Hasselt et le Cobra Primus Koersel annoncent fusionner et devenir le CP Hasselt. Le ZVK Koersel naît aussi de cette fusion. Concrètement, les deux clubs échangent de numéro de matricule et donc de position en championnat. Le CP Hasselt repart en première division et le ZVK Koersel débute en deuxième division, à la place d'Hasselt initialement relégué. En 2005, le club change de dénomination et devient le Futsal Hasselt. L'association sans but lucratif FS Hasselt est mentionnée comme fondée en juin 2002 et arrêtée pour liquidation judiciaire en juillet 2021.
En 2013, la société Gelko devient sponsor du club alors renommé FS Gelko Hasselt. En 2019, le club change de nouveau de nom pour raison commercial et devient le Mofa Construct Hasselt.
| Période     | Nom complet                            | Abréviation             | Matricule RBFA |
| ----------- | -------------------------------------- | ----------------------- | -------------- |
| 1972 à 1999 | Zaalvoetbalklub Hasselt                | ZVK Hasselt             |                |
| 1999 à 2002 | Zaalvoetbalklub Kermt-Hasselt          | ZVK Kermt-Hasselt       |                |
| 2002-03     | Zaalvoetbal Kermt-Sint-Truiden-Hasselt | KST Hasselt             | A20072         |
| 2003 à 2005 | Cobra Primus Hasselt                   | CP Hasselt              | A20151         |
| 2005 à 2013 | Futsal Hasselt                         | FS Hasselt              | idem           |
| 2013 à 2019 |                                        | FS Gelko Hasselt        | idem           |
| 2019-20     |                                        | FS Mofa Hasselt         | idem           |
| 2020 à 2022 | Full Hasselt                           |                         | idem           |
| 2022 à ...  |                                        | F.U. Los Leones Hasselt | idem           |

### Infrastructures
Le siège du Full Hasselt est situé Kuringenstraat 24, 3b à Curange,, section de la ville belge de Hasselt.
L'équipe évolue au Sporthal Alverberg à Hasselt.

## Palmarès

### Titres et trophées
- Coupe des champions européens
  - Finaliste : 1985-86, 1986-87
- BeNeCup (4)
  - Vainqueur : 1983-84, 1994-95, 2005-06, 2017-18
  - Perdant : 1985-86, 1986-87, 1987-88 (coupe), 1988-89, 1989-90, 1992-93, 1993-94
- Championnat de Belgique (8)
  - Champion : 1982-83, 1984-1985, 1985-86, 1987-88, 1988-89, 1991-92, 1992-93 et 1993-94
- Coupe de Belgique (4)
  - Vainqueur : 1985-86, 1986-87, 1987-88 et 2016-17
- Supercoupe de Belgique (4)
  - Vainqueur : 1983, 1985, 1986, 1987, 1988, 1989, 1993, 1994

### Bilan par saison
| Saison    | Championnat | Championnat     | Championnat  | Coupe         | Supercoupe    | BeNeCup       | Coupe des champions |
| Saison    | Div.        | Phase régulière | Phase finale | Coupe         | Supercoupe    | BeNeCup       | Coupe des champions |
| --------- | ----------- | --------------- | ------------ | ------------- | ------------- | ------------- | ------------------- |
| 1980-1981 |             |                 |              |               | pas qualifié  | pas qualifié  | pas de compétition  |
| 1981-1982 |             |                 |              |               | pas qualifié  | pas qualifié  | pas de compétition  |
| 1982-1983 | D1          |                 | Champion     |               | pas qualifié  | pas qualifié  | pas de compétition  |
| 1983-1984 |             |                 |              |               | Vainqueur     | Vainqueur     | pas de compétition  |
| 1984-1985 | D1          |                 | Champion (2) |               | pas qualifié  | pas qualifié  | pas qualifié        |
| 1985-1986 | D1          |                 | Champion (3) | Vainqueur     | Vainqueur (2) | finaliste     | finaliste           |
| 1986-1987 |             |                 |              | Vainqueur (2) | Vainqueur (3) | finaliste     | finaliste           |
| 1987-1988 | D1          |                 | Champion (4) | Vainqueur (3) | Vainqueur (4) | finaliste     | pas qualifié        |
| 1988-1989 | D1          |                 | Champion (5) |               | Vainqueur (5) | finaliste     | non invité          |
| 1989-1990 |             |                 |              |               | Vainqueur (6) | finaliste     | troisième           |
| 1990-1991 |             |                 |              |               | pas qualifié  | pas qualifié  | pas qualifié        |
| 1991-1992 | D1          |                 | Champion (6) |               | pas qualifié  | pas qualifié  | pas de compétition  |
| 1992-1993 | D1          |                 | Champion (7) |               | ?             | finaliste     | pas de compétition  |
| 1993-1994 | D1          |                 | Champion (8) |               | Vainqueur (7) | finaliste     | 1er tour            |
| 1994-1995 |             |                 |              |               | Vainqueur (8) | Vainqueur (2) | quatrième           |
| 1995-1996 |             |                 |              |               | pas qualifié  | pas qualifié  | pas qualifié        |
| 1996-1997 |             |                 |              |               | pas qualifié  | pas qualifié  | pas qualifié        |
| 1997-1998 | D1          | 14e             |              |               | pas qualifié  | pas qualifié  | pas qualifié        |
| 1998-1999 | D1A         | 14e             |              |               | pas qualifié  | pas qualifié  | pas qualifié        |

| Bilan par saison depuis 1999 | Bilan par saison depuis 1999 | Bilan par saison depuis 1999 | Bilan par saison depuis 1999 | Bilan par saison depuis 1999 | Bilan par saison depuis 1999 | Bilan par saison depuis 1999 |                   |
| Saison                       | Championnat                  | Championnat                  | Championnat                  | Coupe                        | Supercoupe                   | BeNeCup                      |                   |
| Saison                       | Div.                         | Phase régulière              | Phase finale                 | Coupe                        | Supercoupe                   | BeNeCup                      |                   |
| ZVK Kermt-Hasselt            | ZVK Kermt-Hasselt            | ZVK Kermt-Hasselt            | ZVK Kermt-Hasselt            | ZVK Kermt-Hasselt            | ZVK Kermt-Hasselt            | ZVK Kermt-Hasselt            | ZVK Kermt-Hasselt |
| ---------------------------- | ---------------------------- | ---------------------------- | ---------------------------- | ---------------------------- | ---------------------------- | ---------------------------- | ----------------- |
| 1999-2000                    | D2B                          | 2e                           |                              |                              |                              |                              |                   |
| 2000-2001                    | D2B                          | 2e                           |                              |                              |                              |                              |                   |
| 2001-2002                    | D1                           | 12e                          | -                            |                              |                              |                              |                   |
| F.K-ST-Hasselt               |                              |                              |                              |                              |                              |                              |                   |
| 2002-2003                    | D1                           | 14e                          | -                            |                              |                              |                              |                   |
| Cobra Primus Hasselt         |                              |                              |                              |                              |                              |                              |                   |
| 2003-2004                    | D1                           | 6e                           | -                            |                              |                              |                              |                   |
| 2004-2005                    | D1                           | 3e                           | demi-finale                  |                              |                              |                              |                   |
| 2005-2006                    | D1                           | 6e                           | -                            |                              |                              | Vainqueur (3)                |                   |
| Futsal Hasselt               |                              |                              |                              |                              |                              |                              |                   |
| 2006-2007                    | D1                           | 5e                           | -                            |                              |                              |                              |                   |
| 2007-2008                    | D1                           | 6e                           | -                            |                              |                              |                              |                   |
| 2008-2009                    | D1                           | 3e                           | demi-finale                  |                              |                              |                              |                   |
| 2009-2010                    | D1                           | 7e                           |                              |                              |                              |                              |                   |
| 2010-2011                    | D1                           | 4e                           | demi-finale                  |                              |                              |                              |                   |
| 2011-2012                    | D1                           | 3e                           | demi-finale                  |                              |                              |                              |                   |
| 2012-2013                    | D1                           | 4e                           | demi-finale                  |                              |                              |                              |                   |
| FS Gelko Hasselt             |                              |                              |                              |                              |                              |                              |                   |
| 2013-2014                    | D1                           | 4e                           |                              |                              |                              |                              |                   |
| 2014-2015                    | D1                           | 4e                           |                              |                              |                              |                              |                   |
| 2015-2016                    | D1                           | 3e                           |                              |                              |                              |                              |                   |
| 2016-2017                    | D1                           | 2e                           |                              | Vainqueur (4)                |                              |                              |                   |
| 2017-2018                    | D1                           | 3e                           |                              |                              | Vainqueur (9)                |                              |                   |
| 2018-2019                    | D1                           | 6e                           |                              |                              |                              |                              |                   |
| FS Mofa Hasselt              |                              |                              |                              |                              |                              |                              |                   |
| 2019-2020                    | D1                           | 8e                           |                              |                              |                              |                              |                   |
| Full Hasselt                 |                              |                              |                              |                              |                              |                              |                   |
| 2020-2021                    | D1                           | 10e                          |                              |                              |                              |                              |                   |
| 2021-2022                    | D1                           | 8e                           |                              |                              |                              |                              |                   |
| F.U. Los Leones Hasselt      |                              |                              |                              |                              |                              |                              |                   |
| 2022-2023                    | D1                           | 6e                           |                              |                              |                              |                              |                   |

## Personnalités importantes

### Dirigeants et entraîneurs
En 2017, Georges Mees est le président du club.
En octobre 2003, en raison des résultats décevants, les dirigeants du CP Hasselt écartent l'entraîneur Frank Lemmens et le remplace par Rudi Put pour le reste de la saison. Il est toujours en poste pour débuter la saison 2004-05 suivante mais est évincer dès septembre 2004.
Le Hollandais Leon Janssen arrive alors sur le banc qu'il a déjà occupé au sein de l'ancêtre du club, le CP Koersel. En 2005-06, le Futsal Hasselt remporte la BeNeCup avec Leon Janssen comme entraîneur.
Pour la saison 2009-10, l'équipe est entraînée par Nicolas Papanicolaou. En fin de saison 2011-12, Papanicolaou est élu meilleur entraîneur de l'année pour la cinquième fois de sa carrière alors qu'il mène Hasselt en demi-finale de championnat. Il conserve de nouveau son trophée la saison suivante.
Pour le début de la saison 2013-14, l'entraîneur est Eriygit. Carmelo Nieddu est ensuite cité comme entraîneur du FS Gelko Hasselt. En 2019, Nieddu débute sa troisième saisons au club.

### Joueurs notables
Pour la saison 2004-05, le CP Hasselt recrute Bart Goessens, Manu Nicaise et les internationaux hollandais Edwin Grünholz, Samir Makhoukhi et Joey Nagarigota ainsi que le jeune espoir Kevin Loncke,. En fin de saison 2004-05, à la suite de la non-reconduction de son sponsor principal, le Cobra Primus Hasselt voit plusieurs joueurs quitter son effectif.
En 2005-06, le Futsal Hasselt remporte la BeNeCup contre les Néerlandais du FC Marlène, alors qu'Hasselt compte un grand nombre de joueurs néerlandais.
Au terme de la saison 2012-13, Pietro Benetti est élu deuxième meilleur gardien du championnat, Abdullah Kerrouach quatrième meilleur espoir et Peter Papanicolaou onzième meilleur joueur.

### Joueurs internationaux
Lors du deuxième Championnat du monde FIFA à Hong-Kong en 1992, le ZVK Hasselt voit trois de ses joueurs retenus dans l'équipe nationale de Belgique (Willy Maes, Jos Sweron et Herman Beyers) mais aussi deux avec la sélection néerlandaise (le capitaine Eric Merk et Patrick Duijzlngs).
En septembre 2003, Rudy Plompen et Bart Michiels, du CP Hasselt, sont sélectionnés en équipe de Belgique pour disputer la Pyramide Cup en Égypte puis pour les qualifications pour la Coupe du monde en novembre suivant.
En octobre 2005, Samir El Haoual marque le seul but de l'équipe de Belgique contre les Pays-Bas (défaite 4-1) alors qu'il évolue au Cobra Primus Hasselt.
En janvier 2011, Fabrizio Cammalleri et Abdullah Kherouach évoluent avec les Mini-Diables tandis qu'ils sont joueurs du Futsal Hasselt.
En janvier 2012, le gardien du Futsal Hasselt Pietro Benetti fait ses débuts en sélection nationale belge pour deux matchs amicaux en Pologne.
En août 2013, le joueur d'Hasselt Reda Dahbi est retenu en équipe de Belgique pour deux rencontres amicales au Brésil.

## Autres sections
L'équipe féminine du club remporte le tournoi des champions de la BeNeCup en 1988-89 et s'incline lors de l'édition suivante.